# Episodi di Free Rein (terza stagione)
La terza stagione della serie televisiva Free Rein è stata interamente pubblicata su Netflix il 6 luglio 2019.
| nº | Titolo originale | Titolo italiano          | Pubblicazione originale | Pubblicazione Italia |
| -- | ---------------- | ------------------------ | ----------------------- | -------------------- |
| 1  | Wild Horses      | Cavalli selvaggi         | 6 luglio 2019           | 6 luglio 2019        |
| 2  | Hunted           | Alla ricerca del cavallo | 6 luglio 2019           | 6 luglio 2019        |
| 3  | Ariel            | Ariel                    | 6 luglio 2019           | 6 luglio 2019        |
| 4  | The Tea Party    | Un tè al castello        | 6 luglio 2019           | 6 luglio 2019        |
| 5  | Foal O'Clock     | La nascita del puledro   | 6 luglio 2019           | 6 luglio 2019        |
| 6  | Pony Safari      | Alla scoperta dei pony   | 6 luglio 2019           | 6 luglio 2019        |
| 7  | Tryouts'         | Le selezioni             | 6 luglio 2019           | 6 luglio 2019        |
| 8  | Princess         | Principessa              | 6 luglio 2019           | 6 luglio 2019        |
| 9  | Victory Parade   | La parata della vittoria | 6 luglio 2019           | 6 luglio 2019        |
| 10 | S.O.S.           | S.O.S.                   | 6 luglio 2019           | 6 luglio 2019        |